# 위테르뷔

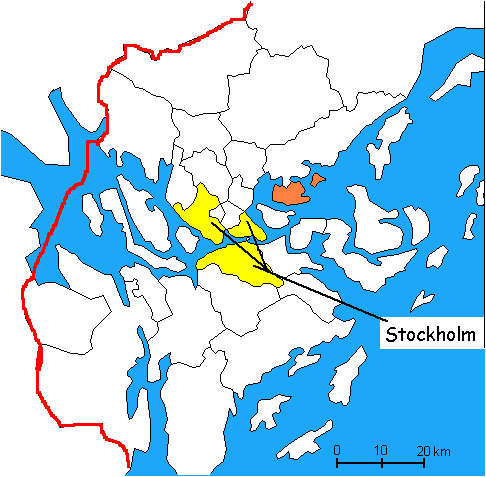
박스홀름

위테르뷔(Ytterby)는 스웨덴의 박스홀름 인근의 마을이다. 이곳 채석장에서 나는 광물에서 여러 화학 원소가 발견되어, 원소 이름에 마을 이름에서 유래된 이름이 붙여졌다.
- 어븀(Er, erbium)
- 이터븀(Yb, ytterbium)
- 이트륨(Y, yttrium)
- 터븀(Tb, terbium)

그 밖에도 위테르뷔 채석장과 관계된 이름을 가진 원소가 더 있다.
- 가돌리늄(Gd) - [가돌리나이트] 광석. 희토류 원소 연구를 개척한 핀란드의 화학자 [요한 가돌린]의 이름에서 왔다.
- 홀뮴(Ho) - 스톡홀름의 라틴어 이름
- 툴륨(Tm) - 노르딕 국가를 가리키는 옛 라틴어의 툴레 또는 위테르뷔 근처의 마을 툴레 또는 세상 끝에 있다는 '극북의 땅(ultimate Thule)'